# Zazacatla

Sitios Arqueológicos del Período Formativo de Mesoamérica

Zazacatla es una zona arqueológica ubicada cerca de Xochitepec, en el estado de Morelos, México. Construida durante el Preclásico medio (700-500 a. C.) de influencia y evidencia olmeca. Fue excavado por primera vez en el año 2006, cerca de un centro comercial.

## Descripción del lugar
Solo una fracción del centro ceremonial de Zazacatla ha sido investigado, el centro ceremonial se encuentra en un predio de 9000 metros cuadrados, el área total estimada de ocupación es de 2.5 km², o menos de una milla.
Su ocupación data del 700 al 500 a. C., se han descubierto conjuntos habitacionales, un basamento piramidal hecha a base de lajas de caliza de color gris azulado. En el lugar se han encontrado 4 monumentos, siendo Los señores de Zazacatla los más conocidos. Se trata de la representación de sacerdotes los cuales tienen rasgos del Dragón Olmeca, y están hechos a base de Andesita y Arenisca.
En 2007, el entonces gobernador de Morelos Marco Adame Castillo declaró en estado de preservación al sitio para incorporarlo al turismo, y habrá investigaciones arqueológicas en un proyecto en el futuro.